# Сасовичи
Сасовичи (на сръбски: Сасовићи) е село в Черна гора, разположено в община Херцег Нови. Населението му според преброяването през 2011 г. е 422 души, от тях: 229 (54,26 %) сърби, 130 (30,80 %) черногорци, 29 (6,87 %) неизвестни.

## Население
Численост на населението според преброяванията през годините:
- 1948 – 158 души
- 1953 – 143 души
- 1961 – 146 души
- 1971 – 140 души
- 1981 – 156 души
- 1991 – 447 души
- 2003 – 458 души
- 2011 – 422 души